# Iuri Krakovetski
Iuri Krakovetski (Bishkek, Kirguizstan, 27 d'agost del 1992) és un judoka kirguís. que competí als Jocs Olímpics d'Estiu de 2012 en judo a la categoria masculina de més de 100 kilos. El 2010 i el 2014 participà en els Jocs Asiàtics.